# Proctor (Vermont)
Pour les articles homonymes, voir Proctor.
Proctor est une municipalité américaine située dans le comté de Rutland au Vermont.

## Géographie
La municipalité s'étend sur 7,60 milles carrés (19,68 km2) dont 0,17 mille carré (0,44 km2) d'étendues d'eau.
|              | Pittsford |         |
|              | Proctor   |         |
| West Rutland |           | Rutland |

## Histoire

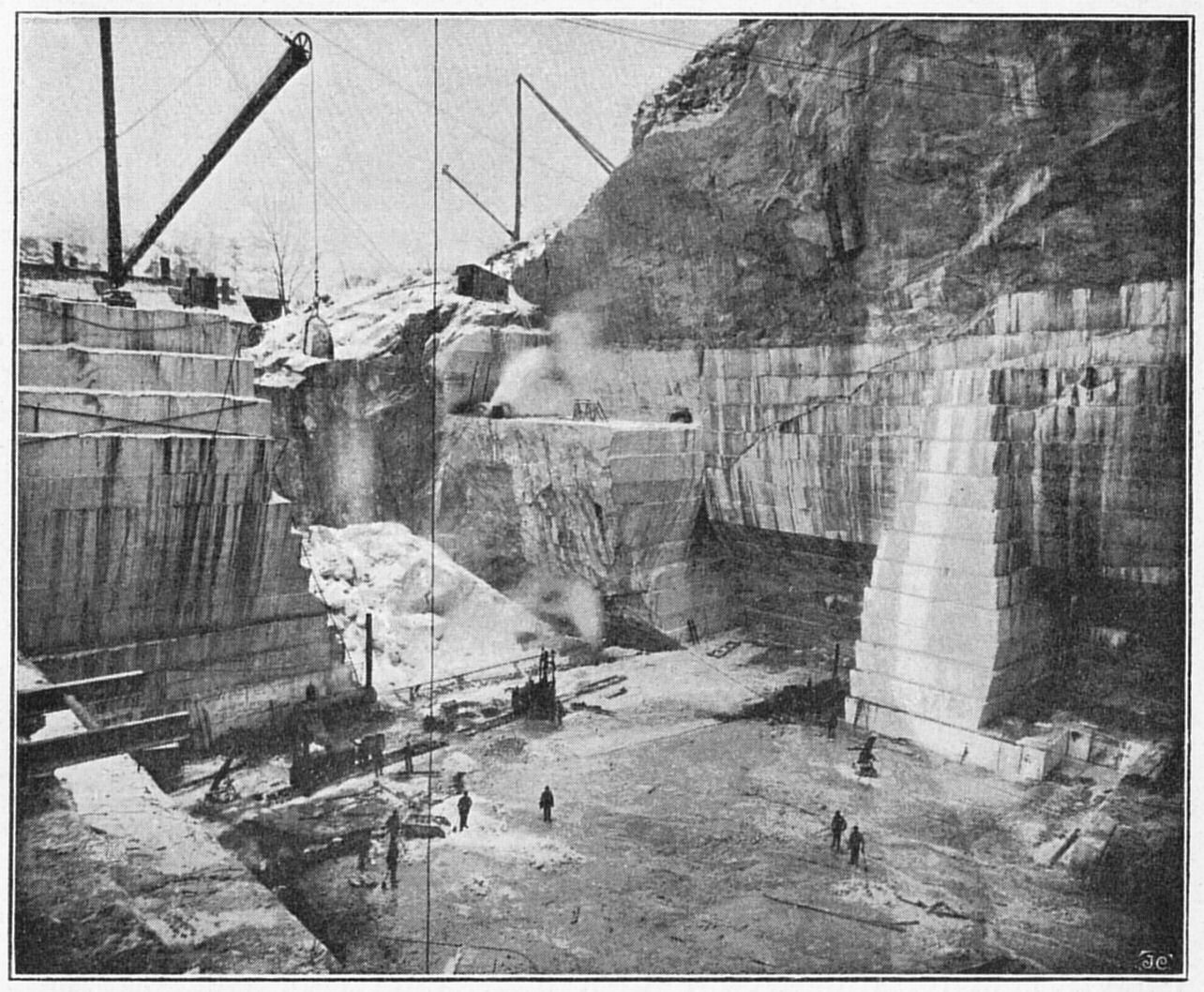
La carrière de marbre de Proctor vers 1905.

L'histoire de la ville est liée à celle du marbre. Des carrières de marbre sont exploitées dans la région depuis la fin du XVIIIe siècle. Celle de Sutherland Falls ouvre en 1836. Le colonel Redfield Proctor Sr. fonde la Vermont Marble Company en 1880. La ville de Proctor est une cité ouvrière fondée en 1886 pour accueillir les nombreux ouvriers immigrés employés par la société. Elle est la seule cité ouvrière du Vermont.
La Vermont Marble Company devient l'un des fabricants de marbre les plus importants du pays et du monde,. Le Jefferson Memorial, la Cour suprême des États-Unis ou le siège des Nations unies sont construits par la société. En 1936, elle ouvre à Proctor le musée du marbre du Vermont (Vermont Marble Museum), l'une des premières attractions touristiques de l'État.

## Démographie
Lors du recensement de 2010, la population de Proctor est de 1 741 habitants.

## Patrimoine
Deux ponts de Proctor sont inscrits au Registre national des lieux historiques. Le pont couvert Gorham, construit en 1841 en ferme Town par Abraham Owen et Nicholas M. Powers, traverse la Otter Creek au nord de la ville. Le pont de marbre est quant à lui construit en 1915 d'après les plans de Henry Leslie Walker. Édifié en béton armé et décoré de marbre, le pont relie l'ouest et l'est de Proctor en faisant enjamber la Otter Creek à la Main Street.
Un autre monument local est le Wilson Castle. Ce château de 32 pièces est construit en 1867 par John Johnson, sur une propriété de 115 acres (47 ha) à flanc de colline. Johnson n'habite que quelques années dans la demeure avec son épouse, n'ayant pas les moyens d'y vivre après le décès de celle-ci. Une association des amis du château est créée à la fin des années 2000 pour restaurer l'édifice, en mauvais état. Il est aujourd'hui possible de visiter le château ou de le louer pour des événements, notamment des mariages.

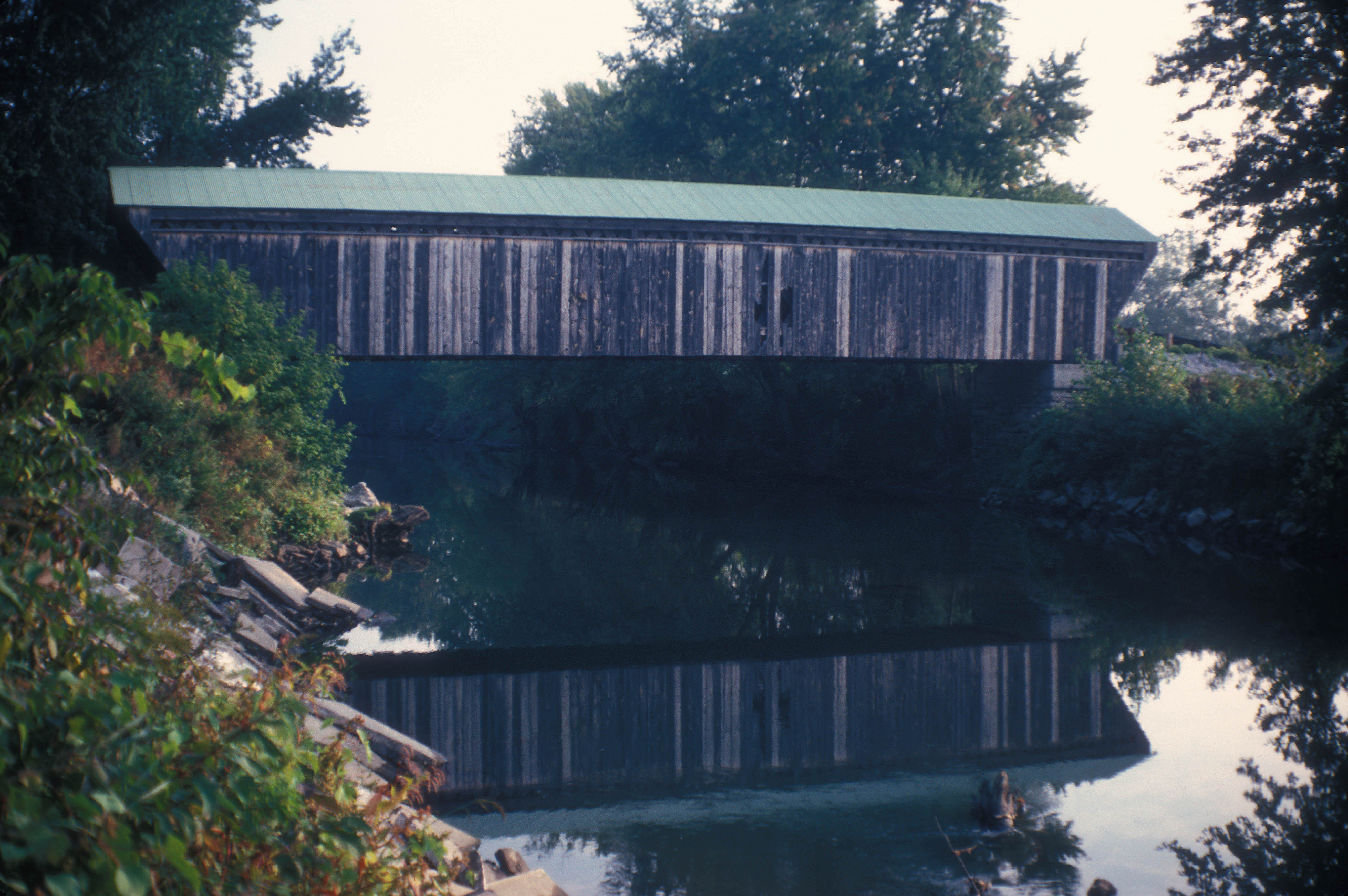
Le pont Gorham.
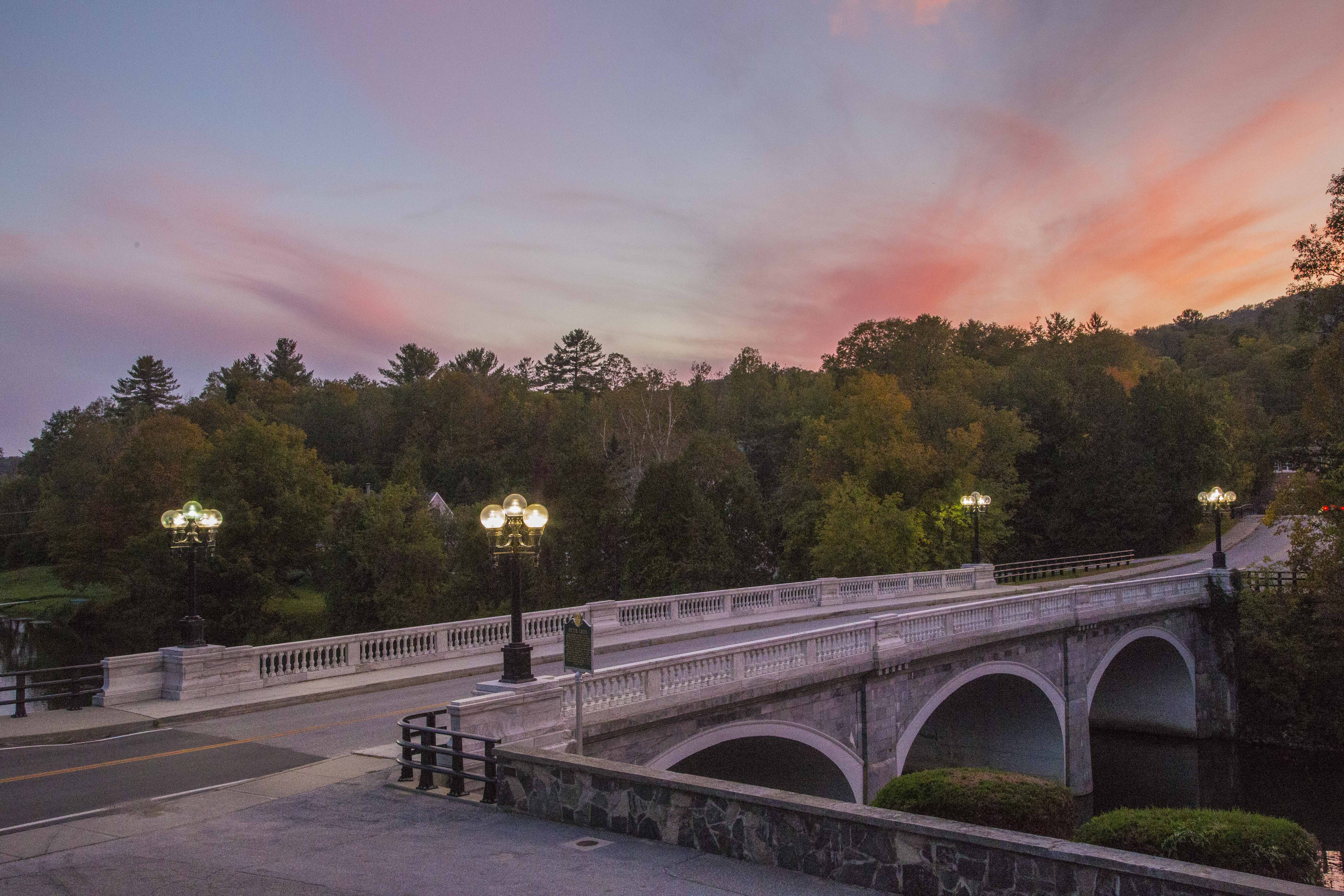
Le pont de marbre.
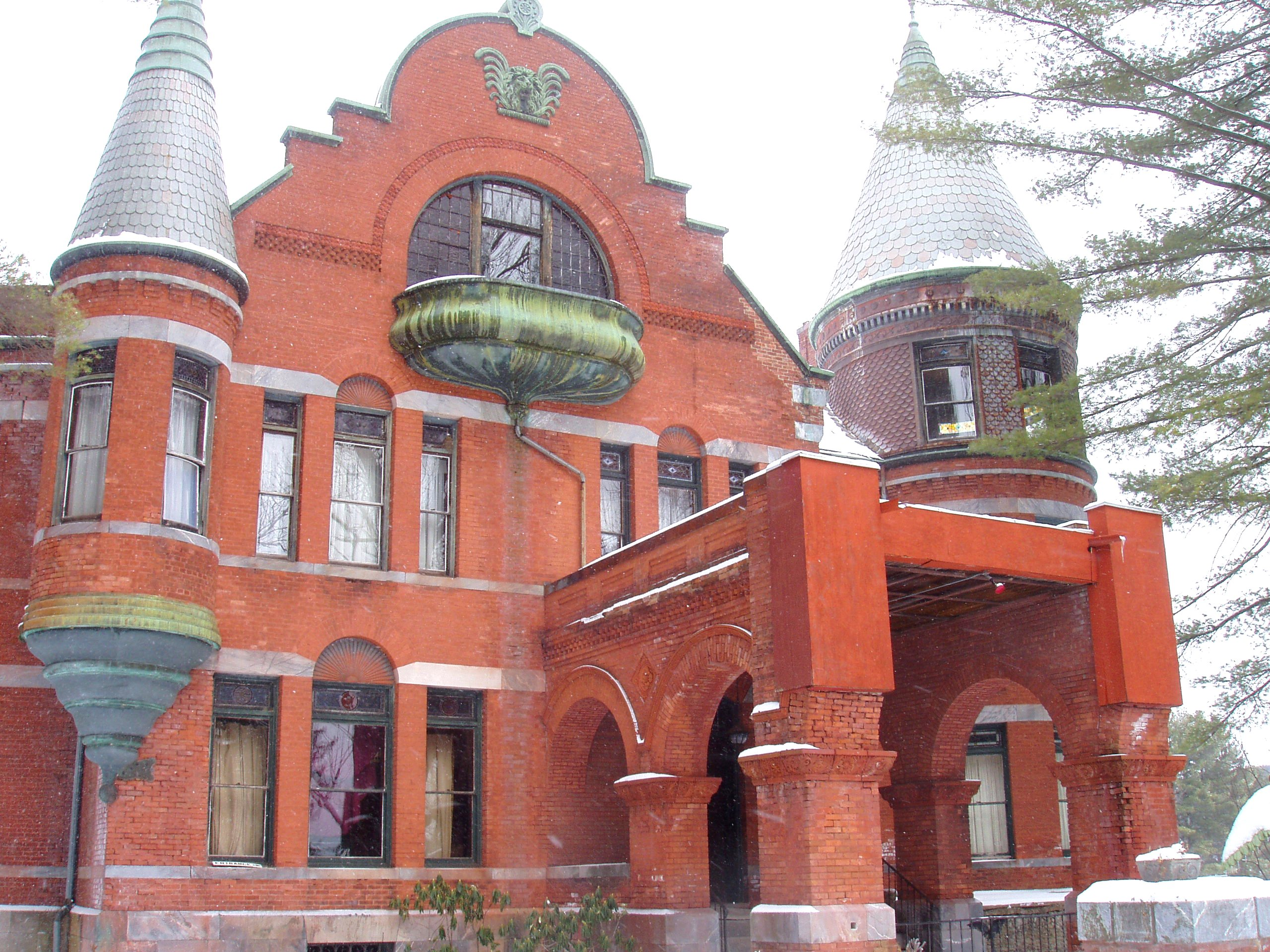
Le Wilson Castle.